# ميخائيل بلاكوود
ميخائيل بلاكوود (بالإنجليزية: Michael Blackwood)‏ (3 سبتمبر 1979 ببرمنغهام في المملكة المتحدة - ) هو لاعب كرة قدم بريطاني في مركز الدفاع. لعب مع أستون فيلا وأكسفورد يونايتد وستيفيناغ بوروه ونادي ريكسهام ونادي تشستر سيتي وHalesowen Town F.C. ‏ ونادي كيدرمينستر هاريرز لكرة القدم ولينكولن سيتي أف سي ونادي مانسفيلد تاون ونادي تاموورث ونادي ووستر سيتي وBrackley Town F.C. ‏ وSolihull Moors F.C. ‏ ونادي تلفورد يونايتد.

## وصلات خارجية
- ميخائيل بلاكوود على موقع قاعدة بيانات كرة القدم.إي يو (الإنجليزية)
- ميخائيل بلاكوود على موقع Soccerbase.com (لاعب) (الإنجليزية)
- ميخائيل بلاكوود على موقع Soccerway.com (الإنجليزية)